# 德勝龍誠
德勝龍 誠（とくしょうりゅう まこと、1986年8月22日 - ）は、奈良県奈良市出身（出生地は高市郡高取町）で木瀬部屋（閉鎖処分中は北の湖部屋）に所属した元大相撲力士。本名は青木 誠（あおき まこと）。身長183.0cm、体重190.0kg。最高位は西前頭2枚目（2020年3月場所）。いわゆる「花のロクイチ組」の1人。現在は年寄・千田川。

## 来歴

### 幼少から大学時代
奈良県高市郡高取町に生まれた。小学1年生まで同地で育ち、その後中学校卒業までの間を橿原市で暮らした。生誕時3,860gで、生後半年で10kgに達し、幼稚園の制服は特注であった。3歳の頃から柔道を始め、小学2年生で野球を始めた。少年野球では「ホームランか三振」という強打の捕手として活躍。小学4年生のとき橿原市のけはや道場で相撲を始めた。柔道と野球も習うスポーツ少年で、おやつにラーメンとチャーハンを食べるほど食欲旺盛であった。母は後に幕内最高優勝を果たした際に彼を「じっとしているのが苦手。よく食べて、よく寝る子だった」と懐かしんでいた。小学校卒業時に体重は100㎏に達した。なお「野球は好きだったが自信がなかった。走れない。何をやったら一番いいかが相撲だった」と最終的に競技を相撲一本に絞った。
中学からは大阪府岸和田市の右門道場へ通い、家から車で1時間半もの道のりの道場まで週3回父が送迎していたが、稽古のつらさから帰りの車で泣いていたと父は証言している。中学3年次の相撲の大阪大会では澤井豪太郎（後の大関・豪栄道）を破った。その時の相撲が明徳義塾高校相撲部監督の浜村敏之の目に留まり、明徳義塾高校に勧誘された。中学校では生徒会活動にも取り組み、副会長として開校50周年記念行事に田村亮子を招くことに成功している。
中学卒業後は明徳義塾高校に進学。高校2年生でインターハイ団体優勝を経験し、個人では2年生の時に国体16強、3年時に金沢大会8強などの成績を残した。
近畿大学経営学部進学後は学生横綱にはなれなかったものの西日本学生相撲選手権大会、全国大学選抜相撲高知大会で優勝するなどした。大学時代の相撲部監督であった伊東勝人は「とにかく前に出ろ」と指導する指導者が多い中「前に出た後なら、はたいてもいい」と青木の相撲の幅を広げてくれた人でもある。

### 大相撲入門
大学4年生のときに木瀬部屋に入門し、2009年1月場所で初土俵を踏んだ。初土俵の同期には宝富士、皇風、貴ノ岩などがいる。学生横綱でないため幕下付出が得られず、前相撲から初土俵になったものの序ノ口と三段目でそれぞれ各段優勝を果たし、同年11月場所で幕下に昇進した。その後も負け越しを経験しないまま2010年3月場所では東幕下4枚目まで番付を伸ばしたが、この場所は3勝4敗で初めての負け越しを経験した。また、2010年5月27日に木瀬親方の不祥事問題に伴って部屋が閉鎖され、同部屋の力士27人と共に同じ出羽海一門の北の湖部屋へ移籍した
。同年11月場所では自己最高位となる東幕下2枚目に昇格し十両目前だったが1勝6敗と大敗した。
2011年1月場所から四股名を本名の青木から德勝龍に改名。この四股名は出身高校の明徳義塾から德、近畿大学相撲部で指導を受けた監督の伊東勝人から勝のそれぞれの字をとった。德勝龍は北の湖親方から指導を受ける頃に押しから左四つへと相撲を変え、稽古を積み重ねて力を付けた。同年9月場所で東幕下筆頭で5勝2敗で勝ち越し11月場所での十両昇進を果たした。11月場所では初日から7連勝し十両優勝の可能性があったものの中盤での連敗が響き十両優勝を勢に譲る結果となってしまったが、10勝5敗の好成績を残した。
2012年1月場所は肘の故障のため2勝13敗と大きく負け越し、翌3月場所では幕下に陥落（西幕下2枚目）するも勝ち越し十両復帰を決めた。3月18日に開かれた日本相撲協会理事会で木瀬部屋の再興が承認されて、德勝龍らは4月1日付で同部屋の所属へ戻った。同年7月場所では同部屋の常幸龍らと共に終盤まで優勝争いに残ったものの、終盤に失速して10勝5敗に留まり、十両優勝は千代の国のものとなった。翌9月場所も勝ち越して11月場所では自己最高位となる西十両3枚目まで番付を上げるも、6勝9敗と負け押した。その後はしばらく十両の土俵が続いた。

### 新入幕・十両陥落・十両優勝
2013年5月場所は14日目まで12勝2敗で琴勇輝と共に優勝争いのトップに立ち、千秋楽は琴勇輝に敗れ十両優勝はならなかったが12勝3敗の好成績を挙げ、翌7月場所で新入幕（東前頭16枚目）を果たした。奈良県からの新入幕は、力櫻・2006年7月場所の大真鶴以来戦後3人目のことであった。この場所は12日目に勝ち越しを決めたが、これにより2013年に新入幕をした力士としては初めて、新入幕場所で勝ち越しを決めたことになった。14日目まで9勝としたことから、三賞選考委員会では敢闘賞の候補に挙がり、千秋楽勝てば受賞とすることが決定されたが、千秋楽に負けてしまったため、初の三賞受賞はならなかった。同年11月場所を7勝8敗で終えると、2014年1月場所は名目上半枚下降となる（大関が1人陥落した分平幕が半枚増えたため、実質上は据え置き）東前頭15枚目の地位で迎え、11日目から4番連続で給金相撲を落とすなど終盤で苦労するも千秋楽に白星を得て8勝7敗となった。続く3月場所も勝ち越して、5月場所では自己最高位となる西前頭7枚目に番付を上げたが、6勝9敗と負け越し。翌7月場所も4勝11敗と大敗して、9月場所では十両への陥落を余儀なくされた。しかしこの場所では12勝3敗と全勝優勝を達成した栃ノ心に次ぐ成績を残し、1場所で復帰。11月場所では一気に西前頭9枚目に番付を戻したが、4勝11敗と大きく負け越した。
東前頭16枚目に番付を落とした2015年1月場所は、11勝4敗の好成績で自身初めての幕内での2桁勝利、優勝次点を記録した。以降も自己最高位を西前頭4枚目まで更新するなど概ね好調な1年であった。
2016年6月に結婚。しかしこの年は3月場所を除いてすべて負け越し、5月場所から4場所連続負け越しと大きく調子を落とした年であった。
2017年1月場所は十両8枚目まで番付を落として臨んだ。3日目までに2敗を喫するが、そこから9連勝と波に乗り、12日目終了時点では優勝争いの単独トップに躍り出た。しかし13日目に誉富士に敗れ、星の差一つで優勝争いを演じていた宇良、大栄翔に並ばれると、14日目も小柳に敗れ、この時点で宇良、大栄翔より一歩後退となった。千秋楽は勝利し、宇良、大栄翔が共に敗れれば優勝決定戦という展開であったが、大栄翔が勝利したためそれはならなかった。それでも昨年の3月場所以来となる勝ち越しとなる11勝を挙げ、復活を印象付けた。番付運に恵まれ、翌3月場所は西前頭15枚目と再入幕を果たした。この場所は前半から好調で、11日目に8勝目を挙げ勝ち越しを決めた。しかしそこから4連敗で勝ち越し一つに留まった。5月場所も10日目までに7勝を挙げて勝ち越しに王手としたが、先場所同様そこから星が伸びず、14日目に輝を破って勝ち越しは果たしたものの結局8勝7敗で勝ち越しは一つだった。場所後の6月17日に浅草の東洋館で行われたトークショーでは同席していた阿武咲と同じく二桁勝利を目標に掲げ、さらに德勝龍は初三賞も狙うと宣言。しかし迎えた7月場所はいきなり3連敗するなど調子が伸びず4勝11敗と大敗した。9月場所は東の15枚目まで落として迎えた。しかしこの場所でも3連敗スタートすると以降も調子が出ず二場所続けての4勝11敗。十両に陥落した11月場所も負け越して3場所連続の負け越しとなった。
2018年1月場所は、十両で迎え、不戦勝で8勝目を得て、4場所ぶりに勝ち越した。翌3月場所は5勝10敗と二桁の負け越しを喫した。十両の土俵で10敗以上するのはおよそ6年ぶりとなる。東十両10枚目まで番付を落とした5月場所は、序盤から白星が先行。11日目に勝ち越しを決めて優勝争いにも割って入ったが、ここから好調力士との取組が続いたこともあって4連敗。勝ち越し1つに留まった。7月場所は序盤3連敗と出遅れ、その後一進一退の星取りであったものの14日目に負け越しが決定し、7勝8敗。続く9月場所は番付運に恵まれず2枚下降の東十両11枚目となったが、一度も連敗することなく11勝4敗の成績を挙げ、優勝決定戦では本割で敗れた大奄美を下して自身初めての十両優勝を果たした。場所中、自ら大事な勝負に弱いと認めていた中での十両優勝であった。
2019年初場所は西十両4枚目で迎え、一進一退の末、千秋楽に負け越し。翌春場所は運良く番付が据え置かれ、9勝6敗と勝ち越して再入幕を濃厚にした。しかし、再入幕を果たした夏場所は序盤は2勝2敗だったが、翌5日目から5連敗で9日目の時点で早くも7敗と崖っぷちに追い込まれる。以降も調子が上がらず、11日目に錦木に突き落とされて負け越しが決定。さらに13日目の佐田の海戦はあっけなく寄り切られ10敗目。これで、1場所で幕内の座を明け渡すことが決定した。この場所は結局4勝11敗と大敗を喫した。なお、千秋楽の嘉風戦は寄り切りで勝利したが、嘉風は場所後の6月、出身地の大分県佐伯市のプロモーションイベントのキャニオニングで右膝に重傷を負い、翌名古屋場所を全休。秋場所中に引退したため、嘉風の現役最後の相手となった。名古屋場所は十両筆頭に番付を落としたが、初日から3連敗。その後一度も白星が先行することはなく、7勝8敗と負け越し。 秋場所は東十両3枚目で臨み、先場所同様初日から3連敗を喫したが、中盤に4連勝するなど盛り返し、7勝7敗で迎えた千秋楽、すでに十両優勝を決めていた勢を寄り切り、3場所ぶりの勝ち越しを決めた。西十両筆頭に番付を戻した九州場所は、序盤こそ1勝5敗と躓いたが、そこから盛り返し、7勝7敗で迎えた千秋楽に翔猿を寄り切って2場所連続の勝ち越しを決め、再入幕を濃厚にした。これで翔猿戦は6戦6勝である。

### 幕尻で幕内初優勝

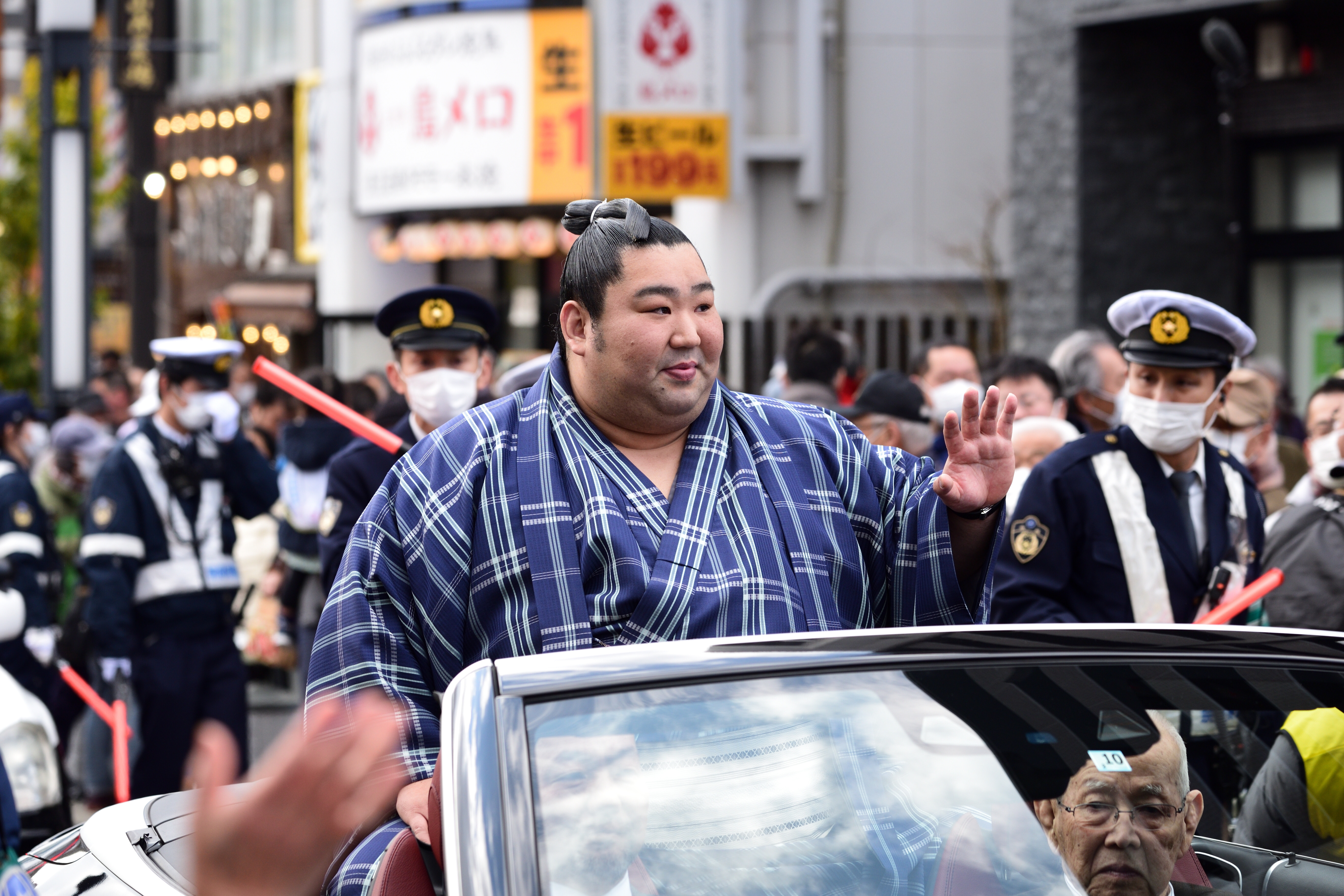
三条通りの優勝祝賀パレード

2020年1月場所は幕尻（西前頭17枚目）で迎え、2日目に魁聖に敗れた後に連勝街道を走り、9日目に剣翔を寄り切って自己最速の勝ち越しを決める。その後も白星を伸ばし、12勝1敗で迎えた14日目に同じ12勝1敗の正代との大一番に土俵際の突き落としで勝つと千秋楽では何と幕尻力士として大相撲史上初となるこれより三役に登場し、これも幕尻力士として大相撲史上初となる千秋楽結びの一番に登場して大関・貴景勝と対戦、左四つ、右上手を取ると休まず攻めての寄り切りで貴景勝を下して自身初となる、そして奈良県出身の力士としては1922年（大正11年）1月場所の鶴ヶ濱（荒磯部屋）以来、98年ぶりともなる幕内最高優勝を成し遂げた。幕尻での優勝は2000年春場所の貴闘力以来20年ぶり2例目。その中でも幕内の番付で自分の下に1人も力士がいない例は史上初。西前頭17枚目での優勝は歴代史上最低地位での優勝。返り入幕での優勝も史上初と、記録ずくめの優勝となった。また、三役経験のない力士の優勝は、大相撲が年6場所制になった1958年（昭和33年）以降では若三杉（1960年5月場所）、佐田の山（1961年5月場所）、朝乃山（2019年5月場所）に続き史上4人目である。
その優勝インタビューでは、德勝龍自ら「自分なんかが優勝して、いいんでしょうか？」と戸惑いながら苦笑いすると、両国国技館内は大いに沸き、NHKアナウンサーの小林陽広は「もう皆さんですね、結びの一番の大関戦。あの相撲内容を見ればもう、納得の優勝だと思います」と返すと、「喜んで貰えて良かったです」と改めて喜びをかみしめる。それから、場所中を振り返る場面で小林が「德勝龍関がずっと1敗を守り続けて白星を伸ばして、周りからも色々と優勝について言われていたと思うんですが、その辺りは？」と問われると、德勝龍は「いや。もう、意識する事無く…。ええー…ウソです。めっちゃ意識してました」とコメント。続けて小林は「そうですか！あの昨日、正代関を破って単独先頭に成っても『意識していない』って言っていましたが、あれは嘘だったんですか？」と尋ねると、「バリバリ、インタビューの練習をしてました」と述べ、観客の大爆笑を誘っている。さらに、1月場所中に急逝した恩師・伊東勝人の話に成った所では、思わず絶句しつつ「監督が…見てくれていたんじゃなくて、一緒に戦ってくれていたような、そんな気がします」と、涙を浮かべながら偲んでいた。
千秋楽一夜明け会見では「全然実感がなく夢のようだ。ふわふわしている」と笑顔で喜びの心境を語り、さらに場所10日目から終盤にかけて白星を重ねた逆転の突き落としに関して「はたいていい。ただ、前に出てはたけ」と指導した伊東のおかげだと感謝を述べていた。2月12日、国会議事堂内で母校の近畿大の理事長を務める自民党参議院幹事長の世耕弘成と面会し、優勝を報告をした。22日に大阪市内のホテルで近大相撲部OB会によって営まれた伊東監督をしのぶ「お別れの会」に参列。献花した際には「監督に会ってなかったら今の自分はない」と監督への感謝を語り「監督の分もしっかりやらないといけない」と今後の奮闘を誓った。2月23日に奈良市の三条通りで優勝祝賀パレードが催されて、JR奈良駅前からやすらぎの道まで500メートルをオープンカーに乗って通過し沿道の声援に応えた。新型コロナウイルスの影響で多くのファンはマスク姿であったが、主催者発表で約1万人が詰めかけた。同日、1月場所の幕内最高優勝によって奈良県スポーツ特別功労賞と奈良市民栄誉賞が授与された。

### 初優勝後
2月24日に発表された3月場所番付では、西前頭2枚目と15枚上昇し、自己最高位も更新した。この場所では初日から5連敗するなど白星に恵まれず4勝11敗に終わったが、6日目には横綱・鶴竜を寄り切りで破って初日を出すと共に、自身初めて金星を獲得するなど見せ場もあった。場所を終えて「注目をされているとかプレッシャーを感じる必要はないが、なかなか勝たせてもらえなかった。まだ甘い。気持ちが弱かった」と話していた。
2020年10月31日、自身の優勝記念碑のオンライン除幕式が穴師坐兵主神社の摂社である相撲神社で行われ、自身はリモートで参加した。直後の11月場所は8勝7敗で、優勝した1月場所以来、4場所ぶりに勝ち越した。
2021年1月場所は途中で10連敗もあって3勝12敗と大きく負け越し、翌3月場所では十両に陥落した。幕内最高優勝から5場所で十両へ陥落するのは、従来の最速記録だった若浪の記録（7場所）より2場所早く、ワースト記録を更新する結果になってしまった。（のちに2022年7月場所で幕内最高優勝を果たした逸ノ城が2023年3月場所で十両陥落したため、現時点では逸ノ城が幕内最高優勝から3場所での十両陥落でのワースト記録を更新）
2022年2月4日、協会は德勝龍が新型コロナウイルスに感染したと発表。
東十両12枚目となった同年11月場所、3日目から3連勝し4勝1敗で迎えた6日目の朝乃山戦は、史上初となる十両の土俵における幕内優勝経験者同士の対戦として話題となった。その朝乃山戦で敗れると、そのまま千秋楽まで10連敗し4勝11敗、2012年3月場所以来となる幕下陥落が不可避な成績に終わった。2桁の10敗目を喫した時点で、師匠の木瀬親方は「まだ何も分からない。何かあれば本人が言ってくるだろう。まずは最後まで取ること」と述べるにとどめた。
2023年1月場所は2012年3月場所以来約11年ぶりに幕下へ陥落、幕内最高優勝経験者の幕下陥落は照ノ富士、朝乃山に続き3人目となった。西幕下2枚目で3連勝後2連敗、6番相撲で東筆頭の玉正鳳を破り勝ち越した後、7番相撲で西5枚目藤青雲に敗れ4勝3敗に終わったものの、場所後の番付編成会議で再十両昇進が発表され、1場所で十両復帰、36歳6か月での再十両は戦後4位の高齢昇進記録となった。東十両14枚目で迎えた3月場所は、10日目の時点で4勝6敗としていたものの、11日目から5連敗で4勝11敗に終わり、1場所で再び幕下に陥落することが不可避となった。西幕下6枚目に降格した5月場所は2連勝したもののその後5連敗で2勝5敗、東幕下15枚目となった7月場所は2番相撲で勝った後5連敗で1勝6敗に終わり、9月場所では東幕下37枚目まで番付を落とし初日から休場。9月場所3日目の9月12日に日本相撲協会から現役引退と年寄「千田川」の襲名が発表された。9月13日の引退会見では師匠の木瀬への思いを尋ねられた時「30歳を過ぎてからは、『まだ老け込むのは早い』と言われていて、それが励みになって頑張ってきました」と声を震わせながら言い、隣で聞いていた木瀬の目からも涙がこぼれた。木瀬は「あれをやれ、これをやれと言ったこともなく、後輩への面倒見がよかった」と回想。2020年初場所を制した弟子の姿などから「コツコツと努力すれば花が咲くことを教えてくれた」と話した。思い出の取組としては2020年3月場所6日目の鶴竜から金星を獲得した1番、幕内最高優勝を果たした2020年1月場所14日目の正代との1敗対決を挙げた。なお、徳勝龍は歴代幕内最高優勝経験者の中でも大蛇山酉之助以来2例目となる三役未経験者で、幕内最高優勝経験者の最高位の最低記録を更新している。

### 引退後
2025年2月1日に引退相撲および断髪式が行われ、約400人が参加した。新横綱豊昇龍が、国技館の土俵で初めて土俵入りをした。太刀持ちを宇良、露払いを金峰山が務めた。
芸能界からはかなで（3時のヒロイン）、大村崑、正鋳真優(AKB48)、ボクシング元世界王者の内山高志、女子プロレスラーのDASH・チサコ、タレントで作家のマグナム北斗が参加した。また、13代境川、11代出羽海、10代錦戸、14代玉ノ井、10代式秀、29代小野川、照ノ富士、花のロクイチ組の13代二所ノ関、13代清見潟、20代振分、19代岩友、宝富士、明徳義塾高校出身の14代秀ノ山、千代翔馬、朝紅龍、近畿大学出身の15代若松、17代楯山、力士会代表の琴櫻、木瀬部屋の15代若藤、13代稲川、17代井筒、志摩ノ海、美ノ海、英乃海、紫雷、元力士の阿武咲、松鳳山、常幸龍が鋏を入れ、止め鋏は11代木瀬が入れた。
2025年4月1日に木瀬部屋から錦戸部屋の部屋付き親方として転籍した。引退時及び断髪式の時は一時的襲名だったとされるが、2025年5月17日時点では、年寄一覧の順番で名跡を正式に取得できたと見られている。

## 取り口
基本的には突き押しの力士だが、左四つの相撲もこなすことができ、巨体に似合わず変化やとったりなど機動力を活かした面も持ち合わせている。しかし相撲にムラがあるのが弱点であり、2016年9月場所前の座談会では35代木村庄之助が「いいときはものすごい馬力でもっていくんだけど、そうでないときはさっぱり。脇も甘いですね」と評している。同じ座談会で36代木村庄之助は「なまじ、（押し相撲も四つ相撲も）どっちも取れるから、どっちつかずというか」と話している。その後、四つ相撲に傾倒するようになり、2017年3月場所前の座談会では甲山（元幕内・大碇）が「もともとは突き押しだったと思うけど、最近は四つ相撲の方が多いですね。左四つでの寄りは重くて圧力がありますね」と話している他、竹縄（元関脇・栃乃洋）は「もちゃもちゃしたイメージがあるけど、土俵際でパッと体を離す感じがいいですね。寄りながらの突きというか」と評している。2018年の相撲雑誌の記事には、小手に巻いた自分の手で自分の廻しを掴んで打つ変則的な小手投げ、通称「青木スペシャル」が紹介された。
2020年1月場所中の取組を見た玉ノ井は「体重は180キロを超え簡単には押されないが、押し込まれても回り込むのがうまい。今場所は動きがいいので、相手に重さが伝わる相撲も取れている」と評している。同場所中に高砂は、攻めの姿勢を出せているからこそ残したり逆転の動きを見せたりできると評価している。
2020年1月場所中の報道によると幕下で足踏みしていた頃に一時期師匠であった北の湖によって突き押しから左四つに転向するように助言されたと伝わり、これで後に関取に定着する力士へと躍進したという。
2020年2月2日の『サンデーモーニング』で北の富士勝昭は「立ち合いからガンといかないで、引く相撲が多かった。だから評価が低かったんですよ、僕だけじゃなくてね」と幕内最高優勝以前の相撲を評しつつも「（2020年1月場所）千秋楽の貴景勝との相撲は今までの相撲人生の中で一番最高の形になりましたね。相手に上手を取らせないでね。真価を問われるのは来場所ですね」と話した。
休場は現役最終場所の1休のみで、実質休場無しの丈夫な体を持っていた。これは、師匠の木瀬が体調管理に熱心に取り組んでおり、部屋が準備運動のストレッチを重視し、稽古場の衛生管理に気を遣っていたのが大きい。

## エピソード
- 德勝龍の父親は天理大学柔道部出身で柔道五段の腕前を持つ元警察官であり、德勝龍の幼少時から柔道の手ほどきをしていた[55]。德勝龍の「左四つ」について、「将来を見据え、柔道では有利な左組みを教えていた。それが下地となったのかも」と話している[56]。
- 明徳義塾高校の同級生には栃煌山[57]、1年後輩には千代桜、1年先輩には出羽鳳がおり、近畿大学での同級生には宝富士[注釈 3]、1年先輩には誉富士がおり、宝富士とは同じ経営学部出身である。
- 琴奨菊は高校の先輩で、学年が3年違いのため特に面識はないが場所中はよく声をかけてもらうという。
- 2016年11月場所の関取70人の内、四股名「德勝龍」の42画は阿夢露と並んで1位の画数である（出典の記事中では正式な表記の「德」ではなく新字体の「徳」を用いているため。厳密には43画で単独1位）。最初は1つ1つ書くのに時間がかかり、これについて德勝龍は「取組が終わって帰るときに求められると大変でした」と言い、また「今は崩して流れで書いています。師匠に『何を書いているか分からない』と言われましたが、誰か分からないのがサインかなと」と語った[58]。
- 2010年11月場所は東幕下2枚目の地位で1勝6敗と大敗したが、場所後のパーティーで当時の師匠であった北の湖から「歌でも歌おうか」と、カラオケに誘ってもらったことを、北の湖の死去に際しエピソードとして語っていた[59]。
- 2016年7月場所より奈良県のマスコットキャラクター「せんとくん」の化粧まわしを締めることとなった。同年6月24日に地元の奈良県庁を訪問した際に後援会「育てる会」から贈呈された。若草色の生地の上に、締め込み姿で四股を踏む「せんとくん」の図柄があしらわれている。德勝龍は「奈良は相撲発祥の地ですが、出身力士が少ない。自分がいい相撲を取ってもっとアピールしていきたい」と意気込んだ[60]。
- 2017年の山根千佳の発言によると、SNS界隈での人気は現役力士の中でもトップ3であるという[61]。
- 2018年の記事によると、部屋では「青木さん」と慕われる兄貴分であるとのこと[16]。
- 御当地巡業であった2019年4月1日の春巡業五條場所のポスターの写真には当時十両であった德勝龍が写されていなかったが、代わりに既に引退していた稀勢の里の姿が写っていた。因みに五條市での大相撲巡業はこの時で64年ぶり[62]。
- 稀勢の里と親交があり、彼の現役時代には巡業中に一緒にキャッチボールをした。彼の引退後となる2020年1月場所中は、彼から譲り受けたステテコを着物の下に着用していた[63]。
- 2020年1月18日に近大時代に自身を指導していた伊東勝人監督が急死。特別な思いを抱いて臨んだ同年1月場所7日目で琴恵光を一気に寄り切った。「何でも前に出ないと決まらないと言ってくれていたのが監督だった」と本人は取組後に語っていた[64]。
- 德勝龍の幕内最高優勝は誰もが夢にも思わなかったことであるようであり、妻ですらも「私も聞きたいです…」と不思議そうにしていた。妻によると優勝劇を演じた2020年1月場所前は「（正月は）いつもどおりゴロゴロして、お菓子を食べて、あまり動かない生活をしていた」と特に変わったことはしていなかったという[65]。毎場所前に桜井市の相撲神社に参拝し「けがをしないように」と祈っている母も「1％も思っていなかった」と優勝に驚いていた[5]。
- 2020年2月11日のNHK福祉大相撲「インタビューコーナー あの人にききたい!」では「小4でランドセルが背負えなくなった」など、幼少期のエピソードで観客の笑いを誘った一方、恩師、伊東勝人への感謝を語り、万雷の拍手を浴びた。同年3月場所への意気込みを問われると「自分はいいので朝乃山に注目してください」と大関取りに挑戦する近大相撲部の後輩を立てた[66]。
- 2020年3月場所後に予定されていた凱旋巡業の2020年春巡業桜井場所は前売りチケットが98%売れてほぼ完売であったものの、2019新型コロナウイルスの感染拡大に伴い春巡業そのものが中止になったことで幻となった[67]。
- 女性お笑いユニット「3時のヒロイン」のかなでが、自身が初優勝した際のコメントのモノマネを披露していることを大層気に入り、妻ともども「メチャクチャ似てますよ、本当に」と絶賛している[68]。そのため、かなでを「自分の妹みたい。会ってみたい人」と語っている[68]。その後1度バラエティ番組で対面を果たしただけだったが、2025年2月1日に両国国技館で開催された自身の断髪式にかなでを招待、かなでは土俵下から德勝龍の髷に鋏を入れた[69]。
- 近大の先輩である藤井彰人とは親交があり、2020年1月場所を優勝した後に藤井から現役時代に使ったキャッチャーミットをプレゼントされた[6]。
- 協会公式プロフィールによると、好きな歌手はCHEHON、趣味はゴルフ、好きな漫画は『バトルスタディーズ』[70]。
- 自身の引退の際、弟弟子の英乃海は「よく稽古させてもらった。けんか四つの相手と稽古をすることで、差し勝つことを教えてもらった」と感謝を述べている。同じく弟弟子で付け人も務めた志摩ノ海も「お手本になる先輩でした」と感謝した[71]。
- 母は徳勝龍の引退が決まった際に「ショックはないですよ。ここまでよく頑張ったという思いしかないです」と言い、冗談ぽく笑いながら「できることなら早く発表してほしかったですね。『アレ』とかぶったら（引退の）ニュースなんて吹き飛んでしまうでしょ」と阪神タイガースが18年ぶりのリーグ優勝を目前としているタイミングであることに触れた[72]。

## 主な成績
引退時点

### 通算成績
- 通算成績：553勝570敗1休（87場所）
  - 幕内成績：211勝269敗（32場所）
- 再入幕優勝：史上初
- 幕尻優勝：史上2人目

### 各段優勝
- 幕内最高優勝：1回（2020年1月場所）
- 十両優勝：1回（2018年9月場所）
- 三段目優勝：1回（2009年9月場所）
- 序ノ口優勝：1回（2009年3月場所）

### 三賞・金星
- 三賞：2回
  - 敢闘賞：1回（2020年1月場所）
  - 殊勲賞：1回（2020年1月場所）
- 金星：1個
  - 鶴竜：1個（2020年3月場所）

### 場所別成績
| | 一月場所 初場所（東京） | 三月場所 春場所（大阪） | 五月場所 夏場所（東京） | 七月場所 名古屋場所（愛知） | 九月場所 秋場所（東京） | 十一月場所 九州場所（福岡） |
| --- | ----------------------- | ----------------------- | ----------------------- | --------------------------- | ----------------------- | --------------------------- |
| 2009年 （平成21年） | （前相撲）              | 西序ノ口22枚目 優勝 6–1 | 西序二段55枚目 6–1      | 西三段目87枚目 6–1          | 東三段目29枚目 優勝 7–0 | 東幕下19枚目 6–1            |
| 2010年 （平成22年） | 西幕下8枚目 5–2         | 東幕下4枚目 3–4         | 東幕下8枚目 3–4         | 東幕下17枚目 5–2            | 西幕下7枚目 5–2         | 東幕下2枚目 1–6             |
| 2011年 （平成23年） | 西幕下16枚目 5–2        | 八百長問題 により中止   | 西幕下7枚目 3–4         | 西幕下7枚目 4–3             | 東幕下筆頭 5–2          | 西十両11枚目 10–5           |
| 2012年 （平成24年） | 東十両6枚目 2–13        | 西幕下2枚目 4–3         | 東十両13枚目 8–7        | 西十両10枚目 10–5           | 西十両4枚目 8–7         | 西十両3枚目 6–9             |
| 2013年 （平成25年） | 東十両7枚目 9–6         | 東十両5枚目 7–8         | 東十両6枚目 12–3        | 東前頭16枚目 9–6            | 東前頭10枚目 6–9        | 西前頭14枚目 7–8            |
| 2014年 （平成26年） | 東前頭15枚目 8–7        | 西前頭11枚目 9–6        | 西前頭7枚目 6–9         | 東前頭10枚目 4–11           | 東十両筆頭 12–3         | 西前頭9枚目 4–11            |
| 2015年 （平成27年） | 東前頭16枚目 11–4       | 西前頭7枚目 8–7         | 西前頭4枚目 6–9         | 西前頭5枚目 7–8             | 西前頭6枚目 6–9         | 東前頭8枚目 8–7             |
| 2016年 （平成28年） | 東前頭6枚目 4–11        | 東前頭12枚目 8–7        | 西前頭10枚目 6–9        | 西前頭12枚目 6–9            | 東前頭15枚目 6–9        | 東十両3枚目 6–9             |
| 2017年 （平成29年） | 東十両8枚目 11–4        | 西前頭15枚目 8–7        | 東前頭12枚目 8–7        | 東前頭9枚目 4–11            | 東前頭15枚目 4–11       | 東十両3枚目 6–9             |
| 2018年 （平成30年） | 東十両5枚目 8–7         | 西十両4枚目 5–10        | 東十両10枚目 8–7        | 東十両9枚目 7–8             | 東十両11枚目 優勝 11–4  | 西十両3枚目 7–8             |
| 2019年 （平成31年 /令和元年） | 西十両4枚目 7–8         | 西十両4枚目 9–6         | 東前頭14枚目 4–11       | 東十両筆頭 7–8              | 東十両3枚目 8–7         | 西十両筆頭 8–7              |
| 2020年 （令和2年） | 西前頭17枚目 14–1 敢殊  | 西前頭2枚目 4–11 ★      | 感染症拡大 により中止   | 西前頭7枚目 7–8             | 東前頭8枚目 7–8         | 東前頭9枚目 8–7             |
| 2021年 （令和3年） | 東前頭8枚目 3–12        | 東十両筆頭 7–8          | 東十両2枚目 11–4        | 西前頭15枚目 7–8            | 西前頭16枚目 4–11       | 西十両6枚目 6–9             |
| 2022年 （令和4年） | 東十両10枚目 9–6        | 西十両7枚目 7–8         | 東十両8枚目 9–6         | 西十両5枚目 5–10            | 西十両10枚目 7–8        | 東十両12枚目 4–11           |
| 2023年 （令和5年） | 西幕下2枚目 4–3         | 東十両14枚目 4–11       | 西幕下6枚目 2–5         | 東幕下15枚目 1–6            | 東幕下37枚目 引退 0–0–1 | x                           |
| 各欄の数字は、「勝ち-負け-休場」を示す。 優勝 引退 休場 十両 幕下 三賞：敢=敢闘賞、殊=殊勲賞、技=技能賞 その他：★=金星 番付階級：幕内 - 十両 - 幕下 - 三段目 - 序二段 - 序ノ口 幕内序列：横綱 - 大関 - 関脇 - 小結 - 前頭（「#数字」は各位内の序列） |                         |                         |                         |                             |                         |                             |

## 合い口
（以下は最高位が横綱・大関の現役力士）
- 大関・霧島には2勝。いずれも霧島が大関昇進前の対戦である。
- 大関・豊昇龍には2勝。いずれも豊昇龍の大関昇進前の対戦である。
- 大関・琴ノ若には1勝1敗。いずれも琴櫻の大関昇進前の対戦である。
- 元大関・高安には3勝4敗。髙安の大関在位中は対戦なし。
- 元大関・朝乃山には1勝1敗。朝乃山の大関昇進前の対戦である。
- 元大関・正代には1勝2敗。いずれも正代の大関昇進前の対戦である。
- 元大関・御嶽海には2勝2敗(うち不戦勝1)。いずれも御嶽海の大関昇進前の対戦である。

（以下は最高位が横綱・大関の引退力士）
- 元横綱・白鵬には2敗。
- 元横綱・日馬富士には1敗。
- 元横綱・鶴竜には1勝。
- 元横綱・稀勢の里には1敗。稀勢の里が大関在位中の対戦である。
- 元横綱・照ノ富士には3勝1敗。
- 元大関・琴奨菊には2勝。いずれも琴奨菊の大関陥落後の対戦である。
- 元大関・豪栄道には1敗。
- 元大関・栃ノ心には3勝5敗。栃ノ心の大関在位中は対戦なし。
- 元大関・貴景勝には2勝1敗。貴景勝の大関在位中は1勝1敗。

### 幕内対戦成績
| 力士名   | 勝数 | 負数 | 力士名     | 勝数 | 負数 | 力士名   | 勝数 | 負数 | 力士名   | 勝数 | 負数 |
| -------- | ---- | ---- | ---------- | ---- | ---- | -------- | ---- | ---- | -------- | ---- | ---- |
| 碧山     | 3    | 7    | 天空海     | 0    | 2    | 朝赤龍   | 0    | 1    | 朝乃山   | 1    | 1    |
| 旭日松   | 0    | 1    | 東龍       | 1    | 2    | 阿炎     | 0    | 1    | 天風     | 1    | 0    |
| 安美錦   | 2    | 4    | 阿夢露     | 3    | 2    | 荒鷲     | 3    | 2    | 阿覧     | 1    | 1    |
| 勢       | 2    | 4    | 石浦       | 3    | 2    | 逸ノ城   | 3    | 3    | 一山本   | 0    | 1    |
| 遠藤     | 0    | 11   | 炎鵬       | 1    | 3    | 阿武咲   | 2    | 2    | 隠岐の海 | 3    | 6    |
| 魁聖     | 5    | 9    | 鏡桜       | 2    | 3    | 輝       | 7    | 3    | 鶴竜     | 1    | 0    |
| 稀勢の里 | 0    | 1    | 北太樹     | 3    | 4    | 北はり磨 | 1    | 0    | 旭秀鵬   | 6    | 6    |
| 旭天鵬   | 1    | 4    | 霧馬山     | 2    | 0    | 豪栄道   | 0    | 1    | 琴恵光   | 2    | 4    |
| 琴奨菊   | 2    | 0    | 琴勝峰     | 0    | 2    | 琴ノ若   | 1    | 1    | 琴勇輝   | 6    | 2    |
| 佐田の海 | 8    | 7    | 佐田の富士 | 5    | 2    | 里山     | 1    | 2    | 正代     | 1    | 2    |
| 翔天狼   | 2    | 0    | 松鳳山     | 3    | 5    | 青狼     | 1    | 0    | 蒼国来   | 6    | 4    |
| 大奄美   | 1    | 0    | 大栄翔     | 2    | 7    | 大翔鵬   | 0    | 1    | 大翔丸   | 2    | 5    |
| 大道     | 1    | 0    | 貴景勝     | 2    | 1    | 貴ノ岩   | 4    | 1    | 隆の勝   | 0    | 1    |
| 髙安     | 3    | 4    | 宝富士     | 2    | 6    | 豪風     | 7    | 3    | 玉飛鳥   | 0    | 2    |
| 玉鷲     | 8    | 9    | 千代鳳     | 2    | 7    | 千代翔馬 | 2    | 4    | 千代大龍 | 8(1) | 6    |
| 千代ノ皇 | 2    | 1    | 千代の国   | 2    | 4    | 千代丸   | 2    | 7    | 剣翔     | 1    | 2    |
| 照強     | 3    | 3    | 照ノ富士   | 3    | 1    | 時天空   | 5    | 0    | 栃煌山   | 1    | 5    |
| 栃ノ心   | 3    | 5    | 栃乃若     | 2    | 2    | 翔猿     | 0    | 2    | 豊ノ島   | 3    | 3    |
| 豊響     | 6    | 3    | 錦木       | 2    | 5    | 白鵬     | 0    | 2    | 日馬富士 | 0    | 1    |
| 富士東   | 0    | 1    | 豊昇龍     | 2    | 0    | 豊真将   | 0    | 2    | 北勝富士 | 1    | 3    |
| 誉富士   | 4(1) | 3    | 舛ノ山     | 4    | 1    | 御嶽海   | 2(1) | 2    | 翠富士   | 0    | 1    |
| 妙義龍   | 6    | 5    | 明生       | 0    | 2    | 矢後     | 0    | 1    | 豊山     | 2    | 2    |
| 嘉風     | 3    | 3    | 竜電       | 1    | 2    | 若の里   | 0    | 3    |          |      |      |

## 改名歴
力士
- 青木 誠（あおき まこと）2009年1月場所 - 2010年11月場所
- 德勝龍 誠（とくしょうりゅう まこと）2011年1月場所 - 2023年9月場所

年寄
- 千田川 誠（せんだがわ まこと）2023年9月12日 -